# Bảo tàng Pergamon
Bảo tàng Pergamon (tiếng Đức: Pergamonmuseum) nằm trên đảo Bảo Tàng ở Berlin. Nơi đây được thiết kế bởi Alfred Messel và Ludwig Hoffmann. Mất hai mươi năm để hoàn thành công trình, từ 1910 đến 1930.